# Eduardo Augusto Ferreira da Costa
Eduardo Augusto Ferreira da Costa GCIC (Lisboa, 14 de Outubro de 1865 — Luanda, 1 de Maio de 1907) foi um Major do Exército Português, que entre outras funções exerceu o cargo de governador-geral de Angola.
Frequentou o Colégio Militar entre 1875 e 1879, tendo ali sido contemporâneo, entre outros, de Gomes da Costa, Sá Cardoso, Garcia Rosado e Teixeira Botelho.
A 14 de Julho de 1932 foi agraciado a título póstumo com a Grã-Cruz da Ordem do Império Colonial.
Foi impressa uma nota de 50$00 de Moçambique com a sua imagem.